# Lichnov (district de Nový Jičín)
Pour les articles homonymes, voir Lichnov.
Lichnov (en allemand : Lichnau) est une commune du district de Nový Jičín, dans la région de Moravie-Silésie, en République tchèque. Sa population s'élevait à 1 574 habitants en 2021.

## Géographie
Lichnov se trouve à 4 km au nord-ouest de Frenštát pod Radhoštěm, à 5 km au sud-est de Kopřivnice, à 12 km à l'est-sud-est de Nový Jičín, à 30 km au sud-sud-ouest d'Ostrava et à 274 km à l'est-sud-est de Prague.
La commune est limitée par Kopřivnice au nord, par Tichá à l'est, par Frenštát pod Radhoštěm et Bordovice au sud, et par Ženklava et Štramberk à l'ouest.

## Histoire
Le village a été fondé à la fin du XIIIe siècle.

## Transports
Par la route, Lichnov se trouve à 6 km de Frenštát pod Radhoštěm, à 16 km de Nový Jičín, à 41 km d'Ostrava et à 346 km de Prague.